# 陈文斌
陈文斌（1956年—），福建福清人，汉族，中国举重运动员，前国家男子举重队总教练，第十二届全国人民代表大会福建地区代表。
毕业于天津体育学院教练员专修科专业。